# إنجريد إنجين
إنجريد سيرستاد إنجين (من مواليد 29 أبريل 1998) هي لاعبة كرة قدم نرويجية محترفة تلعب في خط الوسط مع نادي برشلونة الإسباني ووالمنتخب النرويجي للسيدات. وسبق لها أن لعبت مع تروندهايمز أورن وليلستروم كفينير في النرويج وفولفسبورغ في ألمانيا قبل انضمامها إلى برشلونة في 2021.

## مسيرتها الكروية
بدأت إنجين مسيرتها الكروية مع فريق تروندهايمز أورن. في البداية كانت تلعب مع فريق تحت 19 سنة في دوري الدرجة الثانية، ثم انضمت إلى الفريق الأول في الدوري النرويجي الممتاز في يونيو 2014. بعد الدوري النرويجي الممتاز 2016 رفضت عروض الأندية الأخرى ومدّدت عقدها مع تروندهايمز أورن.
بعد انتقالها إلى ليلستروم كفينير ساعدت الفريق في تحقيق ثنائية الدوري والكأس، ثمّ وقعت مع بطل ألمانيا فولفسبورج في ديسمبر 2018. كجزء من الصفقة وافقت على العودة إلى ناديها السابق على سبيل الإعارة للنصف الأول من موسم 2019. لعبت أيضًا مع ليلستروم لأول مرة في دوري أبطال أوروبا 2018–19. مع فولفسبورج، فازت بالثنائية في أول موسم لها ووصل فريقها إلى نهائي دوري أبطال أوروبا، الذي انتهى بالخسارة أمام حامل اللقب ليون. سجلت أول هدفين لها في دوري أبطال أوروبا في الفوز 9–1 في ربع النهائي على نادي جلاسكو سيتي.
في 6 يوليو 2021، وقعت عقدًا لمدة عامين مع برشلونة، إلى غاية في النادي حتى 30 يونيو 2023 وفي 25 سبتمبر، ظهرت لأول مرة مع النادي في الفوز 8–0 على فالنسيا.
في يناير 2023، مددت إنجين عقدها مع برشلونة إلى غاية يونيو 2025.

## مسيرتها الدولية
شاركت إنجين في بطولة أوروبا تحت 17 سنة في يونيو 2015، لكن منتخبها خرج من دور المجموعات. وبعد ذلك بعام، شاركت مع المنتخب في بطولة أوروبا تحت 19 سنة في سلوفاكيا عام 2016، وغادر من هناك واحتل المركز الثالث في المجموعة. ثم شاركت بعد ذلك في الجولتين التأهيليتين لبطولة أوروبا تحت 19 سنة 2017، لكن النرويجيات لم يتمكنّ من التأهل. بعد ذلك لعبت أربع مباريات أخرى مع منتخب النرويج تحت 23 سنة.
تواجدت إنجين في تشكيلة منتخب النرويج الأول في أول ظهور له في كأس الغارفي 2018. وخاضت أول مباراة دولية لها مع النرويج في مباراتها الافتتاحية في البوفيرا والتي انتهت بنتيجة 4–3 أمام أستراليا. تم استبدالها في الشوط الثاني عندما كانت النتيجة 1–3. بعد يومين، بدأت في الفوز 2–0 على الصين وسجلت الهدف الأول. بعد ذلك لعبت في خمس مباريات في تصفيات لكأس العالم 2019. سجلت الهدف الأول المباراة الأخيرة والحاسمة بالمجموعة ضد هولندا بطلة أوروبا، والتي انتهت بالفوز 2–1. وقد أشاد بها مدرب المنتخب مارتن سجوجرن بقوله "إنها تبلغ من العمر 20 عامًا فقط ولكن يبدو أنها لعبت كرة القدم الدولية لمدة 10 سنوات".
حققت أول بطولة لها مع النرويج في كأس الغارفي 2019. في 2 مايو، استدعيت لكأس العالم 2019. وفي كأس العالم، لعبت في مباريات النرويج الخمس. خرج المنتخب من ربع النهائي بالهزيمة 3–0 أمام إنجلترا، وخسرت أيضا مع منتخب تحت 23 في دورة الألعاب الأولمبية 2020.
في التصفيات المؤهلة لبطولة أمم أوروبا 2022، شاركت إنجين في جميع مباريات النرويج الست وسجلت ثلاثة أهداف. ظهرت في أول ست مباريات من تصفيات كأس العالم 2023، وسجلت هدفًا واحدًا.
في 7 يونيو 2022، استدعيت للمشاركة في نهائيات بطولة أوروبا. ولعبت في مباريات المجموعة الثلاث التي بدأت بالفوز 4–1 على أيرلندا الشمالية. ثم تعرضن لأثقل هزيمة في تاريخهم الدولي أمام إنجلترا بنتيجة 8–0. احتل المنتخب المركز الثالث في المجموعة، وغاب عن الأدوار الإقصائية بعد الهزيمة 1–0 أمام النمسا وهي الأولى له.
لعبت إنجين في المباراة الأولى بعد بطولة أمم أوروبا، المباراة الحاسمة لتصدر المجموعة المؤهلة لكأس العالم 2023، ضد بلجيكا، والتي فزن بها 1–0 لتتأهل النرويج لكأس العالم.
في 19 يونيو 2023، كانت ضمن تشكيلة منتخب النرويج المكونة من 23 لاعبة للمشاركة في كأس العالم للسيدات 2023.

## الحياة الشخصية
إنجين مثلية جنسيًا، وكانت في السابق على علاقة مع زميلتها اللاعبة النرويجية الدولية ماري دولفيك ماركوسن.
وهي حاليًا على علاقة مع زميلتها في نادي برشلونة الدولية الإسبانية مابي ليون.

## الإحصائيات المهنية

### النادي
اعتبارا من 22 ديسمبر 2022
| النادي                  | الموسم  | الدوري                             | الدوري    | الدوري  | الكأس     | الكأس   | أخرى      | أخرى    | دوري الأبطال | دوري الأبطال | المجموع   | المجموع |
| النادي                  | الموسم  | الدرجة                             | المشاركات | الأهداف | المشاركات | الأهداف | المشاركات | الأهداف | المشاركات    | الأهداف      | المشاركات | الأهداف |
| ----------------------- | ------- | ---------------------------------- | --------- | ------- | --------- | ------- | --------- | ------- | ------------ | ------------ | --------- | ------- |
| تروندهايمز أورن         | 2014    | الدوري النرويجي الممتاز للسيدات    | 3         | 0       | 1         | 0       | –         | –       | –            | –            | 4         | 0       |
| تروندهايمز أورن         | 2015    | الدوري النرويجي الممتاز للسيدات    | 16        | 1       | 3         | 0       | –         | –       | –            | –            | 19        | 1       |
| تروندهايمز أورن         | 2016    | الدوري النرويجي الممتاز للسيدات    | 21        | 1       | 3         | 1       | –         | –       | –            | –            | 24        | 2       |
| تروندهايمز أورن         | 2017    | الدوري النرويجي الممتاز للسيدات    | 22        | 0       | 2         | 1       | –         | –       | –            | –            | 24        | 1       |
| تروندهايمز أورن         | المجموع | المجموع                            | 62        | 2       | 9         | 2       | –         | –       | –            | –            | 71        | 4       |
| ليلستروم كفينير         | 2018    | الدوري النرويجي الممتاز للسيدات    | 22        | 2       | 4         | 1       | –         | –       | 4            | 0            | 30        | 3       |
| ليلستروم كفينير (إعارة) | 2019    | الدوري النرويجي الممتاز للسيدات    | 9         | 2       | 1         | 0       | –         | –       | 2            | 0            | 12        | 2       |
| فولفسبورغ               | 2019–20 | الدوري الألماني لكرة القدم للسيدات | 21        | 3       | 4         | 0       | –         | –       | 7            | 2            | 32        | 5       |
| فولفسبورغ               | 2020–21 | الدوري الألماني لكرة القدم للسيدات | 21        | 2       | 5         | 0       | –         | –       | 6            | 1            | 32        | 3       |
| فولفسبورغ               | المجموع | المجموع                            | 42        | 5       | 9         | 0       | –         | –       | 13           | 3            | 64        | 8       |
| نادي برشلونة            | 2021–22 | الدوري الإسباني لكرة القدم للسيدات | 23        | 2       | 4         | 0       | 2         | 1       | 9            | 1            | 38        | 4       |
| نادي برشلونة            | 2022–23 | الدوري الإسباني لكرة القدم للسيدات | 10        | 2       | 0         | 0       | 0         | 0       | 6            | 0            | 16        | 2       |
| نادي برشلونة            | المجموع | المجموع                            | 33        | 4       | 4         | 0       | 2         | 1       | 15           | 1            | 54        | 6       |
| المجموع                 | المجموع | المجموع                            | 168       | 15      | 27        | 3       | 2         | 1       | 34           | 4            | 231       | 23      |

1. ↑  المشاركات في كأس النرويج للسيدات
2. ↑  المشاركات في كأس النرويج للسيدات
3. ↑  المشاركات في كأس ألمانيا
4. ↑  المشاركات في كأس الملكة
5. ↑  المشاركات في كأس السوبر الإسباني

### دوليا
| المنتخب الوطني | السنة   | المشاركات | الأهداف |
| -------------- | ------- | --------- | ------- |
| النرويج        | 2018    | 9         | 2       |
| النرويج        | 2019    | 17        | 3       |
| النرويج        | 2020    | 5         | 0       |
| النرويج        | 2021    | 10        | 1       |
| النرويج        | 2022    | 15        | 0       |
| المجموع        | المجموع | 56        | 6       |

نتائج وأهداف النرويج مدرجة أولاً، ويشير عمود الهدف إلى النتيجة بعد كل هدف سجلته إنجين.
| #. | التاريخ        | المكان                                                  | الخصم            | الهدف | النتيجة | المسابقة                           |
| -- | -------------- | ------------------------------------------------------- | ---------------- | ----- | ------- | ---------------------------------- |
| 1  | 2 مارس 2018    | مجمع VRSA الرياضي، فيلا ريال دي سانتو أنطونيو، البرتغال | الصين            | 1–0   | 2–0     | كأس الغارفي 2018                   |
| 2  | 4 سبتمبر 2018  | إنتيليتي أرينا، أوسلو، النرويج                          | هولندا           | 1–0   | 2–1     | تصفيات كأس العالم للسيدات 2019     |
| 3  | 8 أكتوبر 2019  | تورسفولور، توشهافن، جزر فارو                            | جزر فارو         | 8–0   | 13–0    | تصفيات كأس أمم أوروبا للسيدات 2022 |
| 4  | 8 أكتوبر 2019  | تورسفولور، توشهافن، جزر فارو                            | جزر فارو         | 11–0  | 13–0    | تصفيات كأس أمم أوروبا للسيدات 2022 |
| 5  | 8 نوفمبر 2019  | ملعب الفايكنج، ستافانغر، النرويج                        | أيرلندا الشمالية | 4–0   | 6–0     | تصفيات كأس أمم أوروبا للسيدات 2022 |
| 6  | 30 نوفمبر 2021 | ملعب أكاديمية يريفان لكرة القدم، يريفان، أرمينيا        | أرمينيا          | 10–0  | 10–0    | تصفيات كأس العالم للسيدات 2023     |

## الألقاب
ليلستروم كفينير
- الدوري النرويجي الممتاز للسيدات: 2018[26]
- كأس النرويج للسيدات: 2018[27]

فولفسبورج
- الدوري الألماني : 2019–20
- كأس ألمانيا للسيدات: 2019–20، 2020–21

نادي برشلونة
- الوري الإسباني: 2021–22
- كأس السوبر الإسباني للسيدات: 2021–22
- دوري أبطال أوروبا للسيدات: 2022–23[28]

النرويج
- كأس الغارفي: 2019